# Crocidura pullata
Crocidura pullata — вид ссавців з родини Soricidae. Зустрічається в Індії та Пакистані.